# Europaschutzgebiet Soren, Gleggen–Köblern, Schweizer Ried und Birken–Schwarzes Zeug

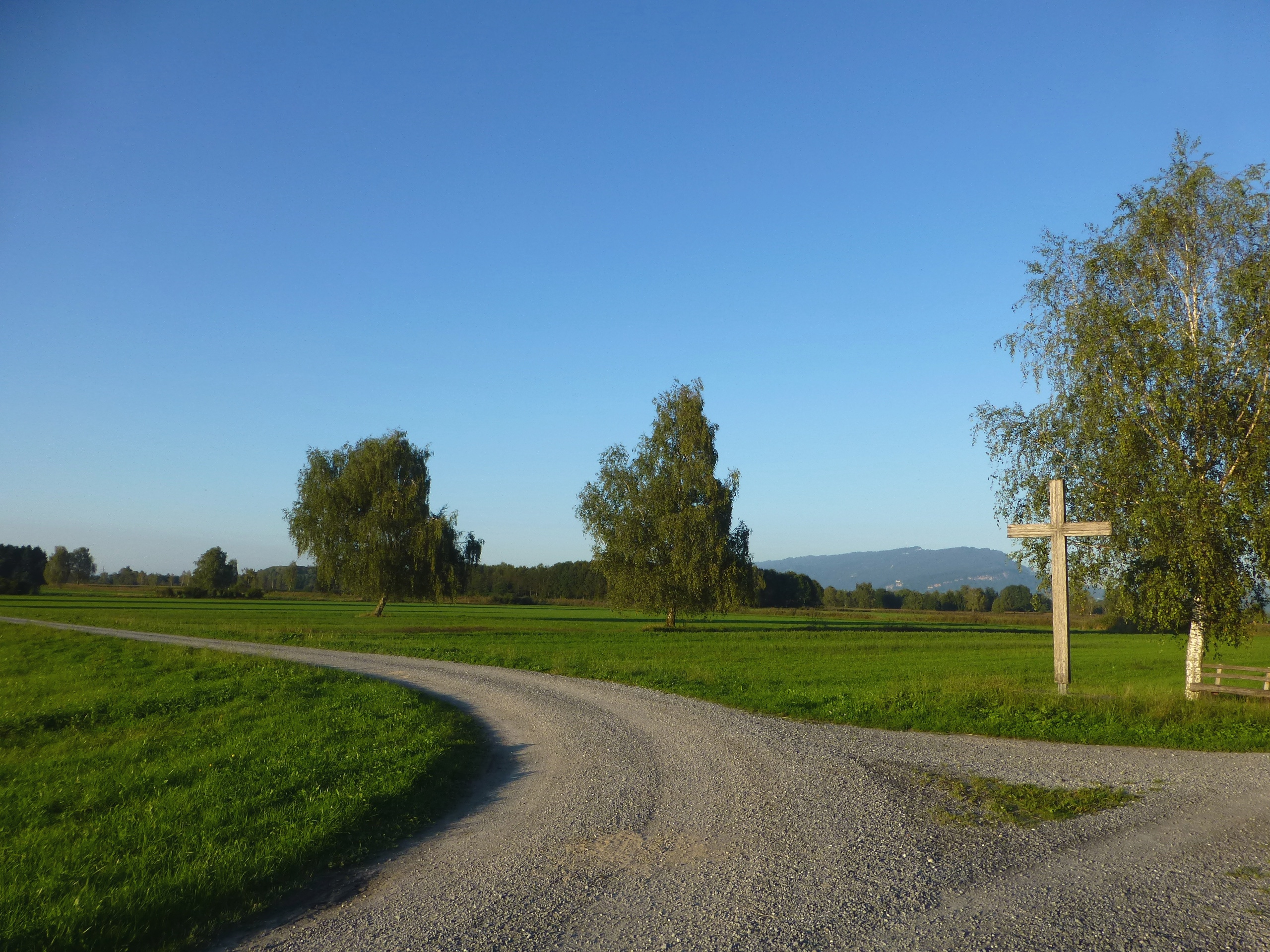
Teil des Unteren Schweizer Rieds mit Blick nach Bregenz

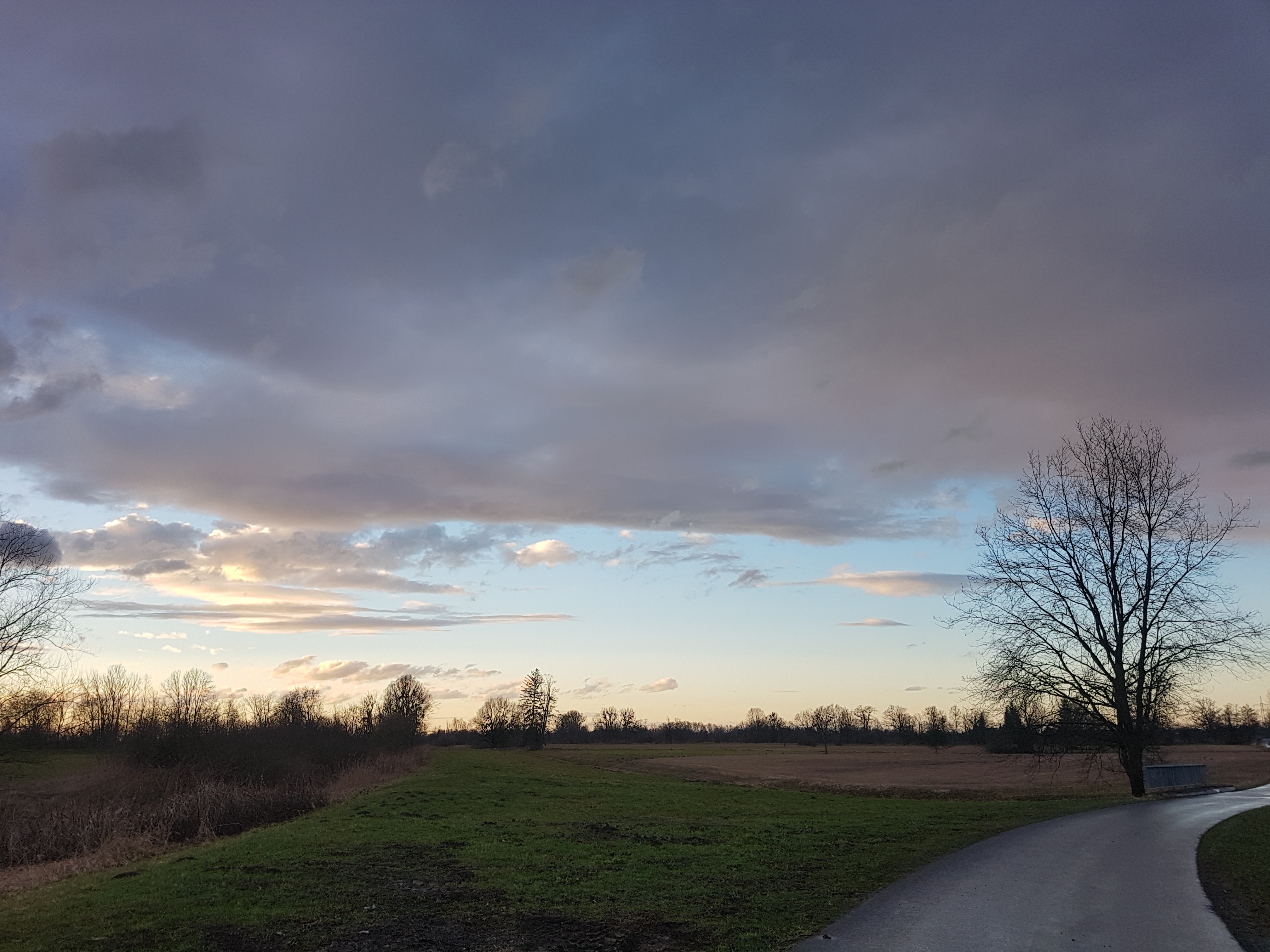
Spätwinter 2019, Schutzgebiet Schwarzes Zeug, Blick Richtung Lauterach

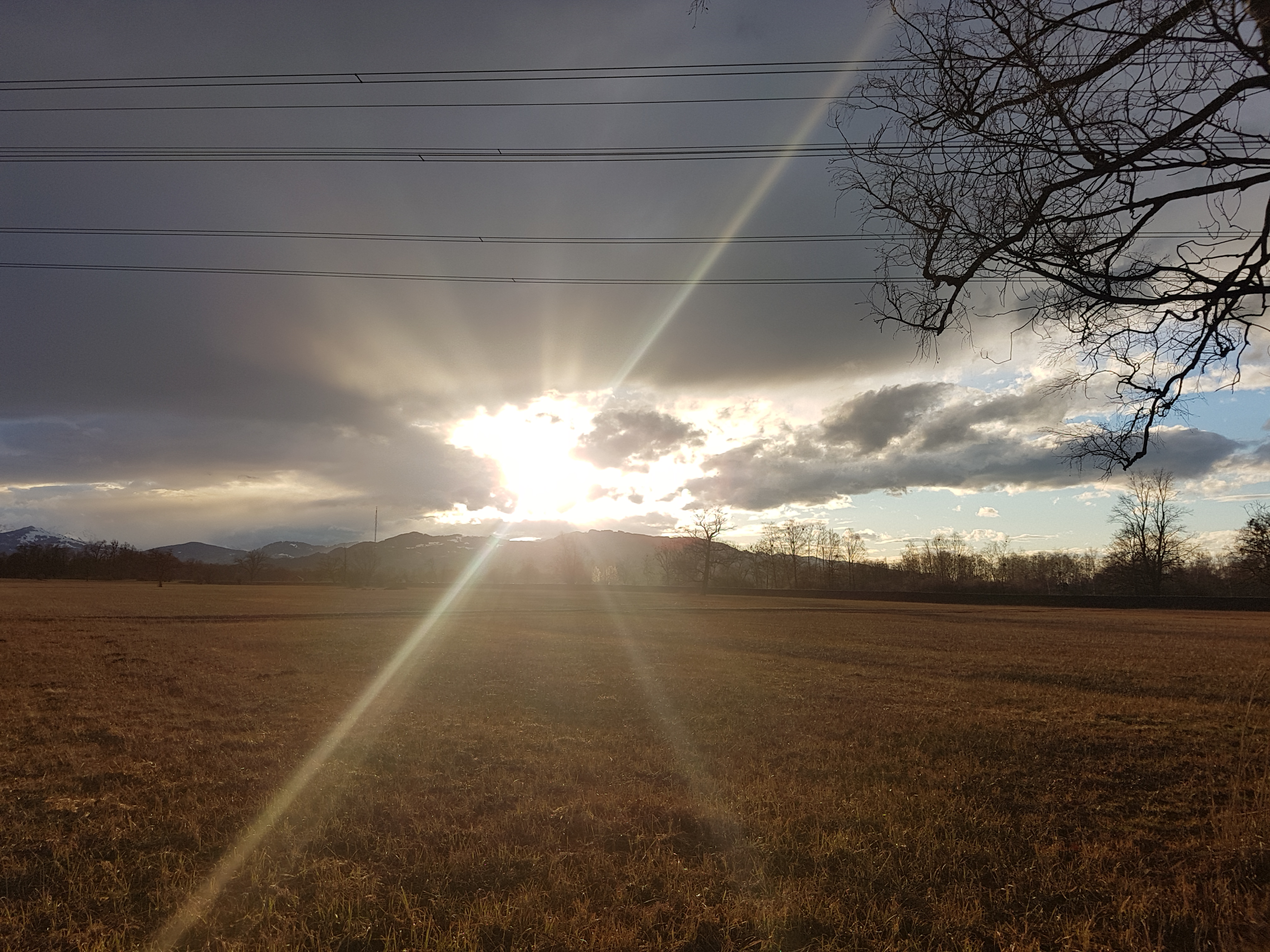
Spätwinter 2019, Schutzgebiet Schwarzes Zeug, Blick Richtung Schweizer Berge

Das Europaschutzgebiet Soren, Gleggen–Köblern, Schweizer Ried und Birken–Schwarzes Zeug (Natura-2000-Gebiete) liegt in den Gemeinden Dornbirn, Lauterach, Lustenau und Wolfurt in Vorarlberg, Österreich. Es umfasst einzelne Bäume und kleine Baumgruppen, Wiesen und Bauernhöfe und sonstiges Kulturland.
Zweck des Europaschutzgebietes ist der Schutz hier lebender gefährdeter wildlebender heimischer Pflanzen- und Tierarten und ihrer natürlichen Lebensräume sowie der Erhalt des Jahrhunderte alten Kulturlandes (siehe auch: Ried in Vorarlberg)

## Geschichte
Das Gebiet wird seit Jahrhunderten wirtschaftlich genutzt. Verkehrstechnisch war es lange Zeit nicht bzw. sehr schwer erschließbar. Es wurde hier teilweise über Jahrhunderte Torf (Schollen) für Heizzwecke oder für Einstreu gestochen (bis in die Mitte des 20. Jahrhunderts). Die Torfschichten sind bis zu sechs Meter mächtig.

## Rechtliche Grundlage
Im Zusammenhang mit der Trassenplanung für die Schnellstraße S18 urteilte der Europäische Gerichtshof, dass der Umfang des Vogelschutzgebietes Lauteracher Ried alleine nicht ausreicht, um den Schutz und die nachhaltigen Erhaltung der in diesem Gebiet vorkommenden Vogelarten, insbesondere des Wachtelkönigs und anderer wiesenbrütender Zugvogelarten, sicherzustellen, sondern dass insbesondere auch die Gebiete Soren und Gleggen-Köblern unter Schutz gestellt werden müssen. Infolgedessen erklärte das Land Vorarlberg im Jahr 2007 die Gebiete Soren, Gleggen-Köblern, Schweizer Ried und Birken-Schwarzes Zeug zum Natura-2000-Gebiet.
Folgende Gesetze bzw. Verordnungen definieren den exakten Schutzstatus:
- Verordnung der Landesregierung über das Naturschutzgebiet „Birken – Schwarzes Zeug – Mäander der Dornbirnerach“ in Dornbirn und Wolfurt[2],
- Verordnung der Landesregierung über den „Streuewiesenbiotopverbund Rheintal – Walgau“[3],
- Gesetz über Naturschutz und Landschaftsentwicklung[4],
- Naturschutzverordnung[5],
- Verordnung der Landesregierung über eine Änderung der Naturschutzverordnung[6],
- Verordnung der Landesregierung über Pufferzonen zum Schutz von Gebietsteilen außerhalb des Natura 2000 Gebietes „Soren, Gleggen – Köblern, Schweizer Ried und Birken – Schwarzes Zeug“[7].
- Verordnung der Landesregierung über den Schutz der Gebietsteile „Gleggen-Köblern“ im Natura 2000 Gebiet „Soren, Gleggen – Köblern, Schweizer Ried und Birken – Schwarzes Zeug“[8],

## Schutzzweck und -umfang
Das Europaschutzgebiet ist ein FFH-Schutzgebiet und auch ein Vogelschutzgebiet. Das Europaschutzgebiet wurde gemäß den einschlägigen Richtlinien der Europäischen Union teilweise als Vogelschutzgebiet gemeldet, wobei für die Erklärung zum Vogelschutzgebiet das bestehende Brutvorkommen des Wachtelkönigs und des Schwarzmilans maßgebend war, aber auch Vorkommen von Bekassine, Baumpieper, Schwarzkehlchen, Braunkehlchen, Feldschwirl, Grauammer, Kuckuck, Kiebitz, Brachvogel, Uferschnepfe und Zwergschnepfe. Rund 80 Prozent des Kiebitzbestandes der Bodenseeregion brütet in diesem Europaschutzgebiet. Für Bekassine und Brachvogel sind die Riedgebiete im unteren Vorarlberger Rheintal sogar das einzige Brutgebiet im Bodenseeraum.
Der Schutzzweck als FFH-Gebiet besteht darin, die Vorkommen von Lebensraumtypen und Arten der Anhänge I und II der FFH-Richtlinie zu schützen:
- Pfeifengraswiesen auf kalkreichem Boden, torfigen und tonigschluffigen Böden (Molinion caeruleae),
- Übergangs- und Schwingrasenmoore,
- kalkreiche Niedermoore,
- feuchte Hochstaudenfluren der planaren und montanen bis alpinen Stufe,
- Magere Flachland-Mähwiesen (Alopecurus pratensis, Sanguisorba officinalis),
- Niederungen mit Torfmoorsubstraten (Rhynchosporion),
- Glanzstendel (Liparis loeselii),
- Kammmolch (Triturus cristatus),
- Gelbbauchunke (Bombina variegata),
- Heller Wiesenknopf-Ameisenbläuling (Maculinea teleius),
- Dunkler Wiesenknopf-Ameisenbläuling (Maculinea nausithous).

Zusammen mit dem angrenzenden Schutzgebiet Lauteracher Ried besteht der Schutz auch darin, die offene Riedlandschaft sowie die teilweise parkartig geprägte Landschaft mit ihrer natürlich gewachsenen Geländestruktur zu erhalten, die Landwirtschaft im Sinne einer an den Standort angepassten Nutzungsintensität zu sichern und vor boden- und landschaftszerstörenden Konkurrenznutzungen zu schützen, einen großen unzerschnittenen und zusammenhängenden naturnahen Landschaftsraum im unteren Rheintal langfristig zu erhalten und eine geeignete Pufferzone zur Vermeidung von Störungen für die nach der Streuewiesenverordnung geschützten Streuwiesenflächen zu schaffen.

## Topografie
Das Europaschutzgebiet liegt im nördlichen Vorarlberger Rheintal im Bereich der Dornbirner Ach und auf den Gemeindegebieten von Dornbirn, Lauterach, Lustenau und Wolfurt. Es handelt sich um drei große Gebiete:
- Gleggen-Köblern
- Schweizer Ried
- Soren, Birken-Schwarzes Zeug

die zusammen einem dreiflügligen Propeller ähneln und in der Nähe des Sender Lauterach bzw. der Senderbrücke zusammenstoßen.
Das Europaschutzgebiet Soren, Gleggen-Köblern, Schweizer Ried und Birken-Schwarzes Zeug umfasst 317,62 ha sowie seit 2007 zwei ergänzende Pufferzonen zum Schutz der Gebietsteile Gleggen-Köblern, mit 91,19 ha, die außerhalb dieses Europaschutzgebietes liegen.
Ein erheblicher Teil der geschützten Landschaft besteht aus Feuchtwiesen (Streuwiese), die nur einmal im Jahr gemäht werden. Der Baumbestand besteht z. B. aus Birken und Eichen. Das gesamte Gebiet hat nur wenig Gefälle und liegt in einer Höhe von etwa 400 m ü. A.
Im nordöstlichen, nördlichen und nordwestlichen Bereich grenzt ein Teil des Europaschutzgebiets (Soren bzw. Schweizer Ried) übergangslos an das Europaschutzgebiet Lauteracher Ried an.